# فرودگاه منطقه‌ای الیزابت
فرودگاه منطقه‌ای الیزابت (به انگلیسی: Elizabeth City Regional Airport) یک فرودگاه با کد یاتا ECG است که یک باند فرود آسفالت و بتن دارد و طول باند آن ۱۳۷۷ متر است. این فرودگاه در کشور ایالات متحده آمریکا قرار دارد .